# Celleporina caminata
Celleporina caminata är en mossdjursart som först beskrevs av Campbell Easter Waters 1879.  Celleporina caminata ingår i släktet Celleporina och familjen Celleporidae. Inga underarter finns listade i Catalogue of Life.